# Rock You Like a Hurricane
Rock You Like a Hurricane е песен на германската рок група „Скорпиънс“, издадена като сингъл през февруари 1984 г. от „Мъркюри Рекърдс“ и включена като втора песен в деветия студиен албум на групата Love at First Sting (1984). Текстът е написан от Клаус Майне и Херман Раребел, докато музиката е композирана от Рудолф Шенкер, според когото песента се отнася за отношението и сексуалността. Това е една от най-известните песни на групата, както и в този стил, считана за тяхната олицетворяваща песен и определена като „рок химн“.
След издаването си, сингълът не заема високи позиции в международните класации за сингли и не постига значителен търговски успех, но през годините се превръща в една от най-разпознаваните песни на групата. В същата година е записан и музикалният клип, който по това време получава критики главно поради заснемането на оскъдно облечени жени с открито сексуално послание. Американската активистка Типър Гор дори цитира съдържанието му като една от причините, заради които основава „Музикалния ресурсен център за родители“ през 1985 г.
Считан за един от големите успехи на групата според специализираната преса, песента има положително влияние върху популярната култура, като обикновено се появява в телевизионни сериали, реклами, филми, видео игри и в някои спортни събития. От друга страна, Rock You Like a Hurricane е една от малкото песни на „Скорпиънс“, издавана пет пъти като сингъл, но в три различни версии: оригиналът през 1984 г., оркестралната версия през 2000 г., втора оригинална версия през 1989 г., още веднъж оригиналата версия през 2000 г. и в акустичен записан на живо формат през 2014 г. През 2021 г. Британската фонографска индустрия сертифицира сингъла, като „сребърен“, за продадени 200 000 бройки на територията на Обединеното кралство.

## Предистория и записване
В средата на 1983 г. групата влиза в звукозаписното студио на продуцента си Дитер Диркс в Кьолн, за да композира и запише песните за деветия си студиен албум Love at First Sting. Според някои медии тогава, барабанистът Херман Раребел и басистът Франсис Буххолц не са част от процеса на записите, тъй като не са в добро здравословно състояние поради злоупотреба с алкохол. Тогава звукозаписната компания Мъркюри Рекърдс наема Боби Рондинели и Джими Бейн да свирят съответно на барабани и бас. Въпреки това, в интервю през 2011 г., Херман Раребел обяснява, че през взетата от тях няколко седмична почивка, в която той и Францис Буххолц търсят решение на проблема си алкохола, записват песните за албума: „Всъщност в крайна сметка, частите на Боби Рондинели и Джими Бейн не бяха включени, но те помогнаха на групата, докато ние се върнахме“. По същия начин в интервю през 2007 г., Францис заявява: „И двамата отидохме в студиото ни в Хановер и записахме целият албум, без останалите, само бас и барабани“.

## Композиране и описание
Текстът е написан от Херман Раребел и Клаус Майне, а музиката е композирана от Рудолф Шенкер, който в интервю определя Rock You Like a Hurricane като „перфектен рок химн, който говори за отношение и сексуалност“. По същия начин той обяснява, че за написването на музиката са му били необходими две години, докато получи „перфектното усещане“, което търси тогава. Накрая добавя: „Много е важно да разпознаем напрежението между стиховете и припева. Мисля, че Клаус е прегледал текста около осем или девет пъти, защото първите стихове на песента бяха като бла, бла, бла. И ние си казахме не! Песента не звучи правилно. Но на деветия или десетия път се получи“.
Композирана в тоналност сол мажор, песента обикновено се счита за част от музикалния жанр хевиметъл. Rock You Like a Hurricane започва със силов акорд, изсвирен от ритъм китарата на Рудолф Шенкер, състоящ се от mi5, sol5, la5, do5 и re5 – същата хармонична прогресия, използвана в припевите – придружена от барабани и бас, последвана от първото китарно соло, изпълнено от Матиас Ябс. Темпото е в умерена скала с пулс от 124 PPM. Вокалният диапазон, който Клаус Майне използва, варира от нотата si3 до sol7, докато теситурата на електрическата китара преминава от sol3 до sol7.

## Издаване и търговски успех
Rock You Like a Hurricane е издаден на 9 февруари 1984 г. като първи сингъл от студийния албум Love at First Sting от „Харвест Рекърдс“ за европейския пазар и от „Мъркюри Рекърдс“ за Северна Америка. Оригиналната обложка се състои от изображение на петимата членове на групата, приклекнали на фона на сцена зад тях, докато в други версии те стоят изправени, със синьо небе зад тях. В други издания, е използвана обложката на албума Love at First Sting, но със заглавието на песента. Пет години по-късно, песента отново е издадена като сингъл, заедно със Still Loving You на обратната страна на плочата. Като част от промотирането на компилацията на „Скорпиънс“ Best, „И Ем Ай“ отново издава сингъла в Испания през 2000 г. на компактдиск, като на обложката е изобразена пистата „Херес“ в Испания на червен фон и черен скорпион отстрани.
На 17 март 1984 г., сингълът достига номер № 5 в САЩ Рок песни, докато в класацията на „Билборд Хот 100“ достига № 25, на 26 май същата година. Rock You Like a Hurricane достига до № 37 в Канада, № 78 в „Ю Кей Сингълс Чарт“ в Обединеното кралство, № 17 във Франция и № 47 в Нидерландия.

## Музикален клип

### Предистория и сюжет
Музикалното видео е режисирано от англичанина Дейвид Малет, известен в онези години като един от най-популярните режисьори от ерата на „Ем Ти Ви“. В книгата Искам си Ем Ти Ви: Нецензурираната история на музикалната видеореволюция Рудолф Шенкер посочва, че когато обикалят Съединените щати, той гледа „Ем Ти Ви“ всеки ден, за да намери подходящия режисьор, и че се спират на Малер, след като виждат един от видеоклипове на Били Айдъл. Освен това той споменава: „Дейвид ни видя на живо и беше много умен за да открие същността на Скорпиънс в Rock You Like a Hurricane. Той ни каза: Не бъдете сериозни, ще полудеем“.
Според Шенкер сюжетът на видеото е за отношение, лудост и сексуалност. Видеото започва с групата, която свири интро към песента, затворена в клетка с животни, осеяна с изображения на момичета, леопард и черна пантера. В първия стих членовете на групата са затворени в прозрачни капсули, подредени във формата на звезда; Клаус Майне е освободен от един от тях, така че заедно с останалата част от групата той изпълнява останалата част от песента пред дива тълпа от жени. Накрая музикантите и някои от момичетата са заключени обратно в капсулите. В края на десетилетието видеоклипът е ремастериран с помощта на импулсно-кодова модулация и пуснат под заглавието Rock You Like a Hurricane (PCM Version). Тази нова версия смесва оригиналните изображения с някои кадри от концертите на „Скорпиънс“, проведени в Ленинград, по време на световното концертно турне Savage Amusement Tour (1988 – 1989).

### Спорове и възприемане
С течение на времето образът, в който групата свири заключена в клетката за зверове, получава коментари от някои личности от бранша. Критикът Брайън Томас заявява, че по онова време това се смята за малко скандално предимно от жени, тъй като според него „очевидно те са били като побеснели кучета, докато са се опитвали да счупят решетките на клетката, за да се бият сексуално с група германски мъже на четиридесет годишна възраст“. С подобна гледна точка писателят Чък Клостерман казва за сюжетът, че „групата е заключена в стоманена клетка със стотици гладуващи жени, които се опитват да ги нападнат сексуално“. Грег Кот от Чикаго Трибюн в критиката си спрямо рок групите споменава, че: „Във видеоклиповете много от тези групи не се притесняват да крият своята женоненавист зад иронията или двойното значение“, той цитира Rock You Like a Hurricane: „... На него се виждаха жени, оковани и оскъдно облечени в клетки“.
От своя страна самият Малет коментира в двоен смисъл: ...в Rock You Like a Hurricane карат момичетата да разтърсват клетките си. Док Макгий, тогавашният мениджър на Скорпиънс, каза, че никой друг не би могъл да направи нещо като видеоклипа на Rock You Like a Hurricane, казвайки: „Трябва да си германец, за да си измислиш такива глупости“. Междувременно певецът на Скид Роу Себастиан Бах казва: „В ретроспекция да имаш момичета в клетки е като измислената рок група Спайнъл Тап. Ани Залески от уебсайта „Ултимейт Класик Рок“ пише, че „видеото е пълно с клишета от осемдесетте (жени, облечени като животни, истински животни от зоопарка, абсурдни научнофантастични декорации)“. Кори Гроу от списание „Ролинг Стоун“ коментира, че клетката във видеото предсказва филма от 1985 г. Лудия Макс 3: Отвъд клетката на смъртта.
Освен това, видеосъдържанието е цитирано като една от причините на Типър Гор за основаването на комитета за музикални ресурси на родителите (PMRC) през 1985 г. В интервю тя заявява: „По онова време имаше Hot for Teacher на „Ван Хален“, Looks That Kill на „Мотли Крю“ и Rock You Like a Hurricane на „Скорпиънс“. Искам да кажа, имаше някои много жестоки изображения. През очите на шест или осемгодишно момиче, когато виждат тези оскъдно облечени жени, заобиколени от членове на бандата и натъпкани в клетки, има и камшици, и някаква заплаха и един вид сексуалност, те осъзнават това“.

## Коментари на критиците
Песента получава положителни отзиви от специализираната преса. Бари Уебър от сайта „Олмюзик“ заявява: „Има много малко песни, които олицетворяват цялата слава и нелепост на хардрок сцената от 1980-те години, по-добре от Rock You Like a Hurricane на Скорпиънс". Освен това той отбеляза, че „това остава най-добрият и успешен опит на групата за мейнстрийм рок“. Уеб страницата Класик Рок Ревю счита, че песента притежава „страхотни звучни качества и мелодии и фантастична китара, дирижирана от Шенкер“. Адриен Бегранд от „ПопМатерс Онлайн Магазин“, в рецензия на компилацията Box of Scorpions от 2004 г., отбелязва, че както Still Loving You, така и Rock You Like a Hurricane са „спасителните благодарности“ на Love at First Sting. Тейлър Карлсън в книгата HAIRcyclopedia Vol. 1 – The Legends споменава, че Rock You Like a Hurricane е рок химн за векове напред и остава типичната песен на „Скорпиънс“ и най-големият им хит.. От своя страна Андреас Стаппер от германското списание „Рок Хард“ посочва, че това е повече или по-малко комерсиална песен. Докато Брайън Томас от уебсайта „Найр Флайт“ пише, че „това е един от перфектните химнове на хардрока, практически капещ от явна сексуалност – със сигурност помогна да продължи да се засилва идеята, че групата се превръща, ако не и вече, в световен феномен“.
През 2014 г. списание „Ролинг Стоун“ класира Rock You Like a Hurricane на 57-о място в списъка на 100-те най-добри сингъла от 1984 г. В съответната рецензия Кори Гроу споменава: „Китарният му риф (който отразява мелодията на залпа) привидно беше изрязан от същия отрязък като метъл химните Iron Man и Smoke on the Water. Ани Залески от уебсайта „Ултимейт Класик Рок“ класира песента на 98-о място сред 100-те класически рок песни. Освен това то посочва: „По отношение на метъл класиката от 1980-те обаче мелодията е платоническият идеал: достойно повтарящ се риф, гигантски барабани, рипващо соло и незаличим рефрен“. Майкъл Райт, за официалния уебсайт на „Гибсън“, включва песента на под №4 в десетте най-добри рифа през 1980-те години и споменава, че „може би [това] е най-тежката комбинация от прости акорди, правени някога“. През 1995 г., редакторският екип на „Гитар Магазин“ класира песента сред 50-те най-тежки рифа за всички времена. През 2004 г. списание „Керанг!“, я класира на 16-о място в хевиметъл жанра в списъка с 666 песни, които трябва да притежавате. От своя страна, през 2006 г. каналът „Ви Ейч Уан“ класира Rock You Like a Hurricane, под №31 в 40-те най-големи метъл песни, докато през 2009 г. я включва към 100-те най-велики хардрок песни на всички времена, под позиция №18. Сингълът присъства и сред 100-те най-добри хардрок песни на „Билборд“ на 1980-те.

## Версии

### Презаписи, направени от групата
През 2000 г. на Експо 2000 в Хановер, Германия, Rock You Like a Hurricane е изпълнена на живо от Скорпиънс заедно с Берлинският филхармоничен оркестър, а песента е включена и в двете версии на симфоничния албум Moment of Glory, издаден през август, същата година. Озаглавен като Hurricane 2000 и издаден като един от синглите от албума, музикалните аранжименти и продукция са направени от самата група и с австрийския диригент Кристиан Колоновиц. През 2001 година песента е записана в акустичен формат за албума записан на живо на Acoustica и озаглавена Hurricane 2001. Десет години след това, „Скорпиънс“ отново презаписват песента за кавър албум Comeblack. През 2013 г. е направена втора акустична версия, отново записана на живо, този път за продукцията на „Ем Ти Ви“ – MTV Unplugged in Athens, която включва и Йоханес Страте от „Риволвърхелд“ като гост певец. Година по-късно Rock You Like a Hurricane е издадена като промоционален сингъл за албума, но само за Германия.

### Версии, направени от други изпълнители
Според уебсайта на „Скорпиънс“, Rock You Like a Hurricane е презаписвана самостоятелно над 150 пъти от различни музиканти. Някои от тях са включени в студийни албуми, като например A Tribute to the Scorpions от 2001 година, където групите „Синерджи“ и „Стормтрупър ъф Дет“ правят кавър на песента. През 2008 г. Джордж Линч – бивш китарист на „Докен“, прави запис за трибютния албум Scorpion Tales с участието на вокалиста Кели Хансен. Няколко години по-късно Херман Раребел прави нова версия за албума си Herman's Scorpions Songs, с гласа на Боби Кимбъл. Други изпълнители, които са свирили песента, изпълнявали са я живо, или са я записвали в студийни албуми, включват Доро, Майкъл Шенкер, „Стийл Пантър“ с Крис Джерико и Анди Биерсак, „Металика“, „Бон Джоуви“ и много други.

## В популярната култура
Rock You Like a Hurricane е една от песните на групата, която най-често се използва в аудиовизуални произведения като филми, видео игри, телевизионни сериали и дори в някои спортни събития. Песента остава в поп културата на Северна Америка и се използва в многобройни шоу програми и филми, включително в саундраците на филмите – Слънчево рали (1996), Опасна игра (1996), Позабременяла (2007), Остриетата на славата (2007), Пичове за пример (2008), Удар със стик 3 – Младежка лига (2008), Истинска измама (2010), Рок завинаги (2012) – изпята от Джулиана Хани и Том Круз, Горещи тела (2013), Нека сме ченгета (2014), Разходка в гората (2015), Алфа и Омега (2015), Брат, к'во пра'им с тия зомбита (2015) и Енгри Бърдс: Филмът. Включена е и в телевизионни сериали, сред които – Бийвъс и Бътхед (сезон 2; еп. Без смях), Семейство Симпсън (сезон 7; еп. 137), Мистериозен научен театър 3000 (сезон 8; еп. 169), Ориндж Каунти (сезон 2; еп. 43), Забравени досиета (сезон 7; еп. 16), Добрите момчета (сезон 1; еп. 2), Бруклин 99 (сезон 1; еп. 13), Скорпион (сезон 1; еп. 3), Винаги е слънчево във Филаделфия (сезон 11; еп. 120), ГЛОУ (сезон 1; еп. 5), Странни неща (сезон 2; еп. 1), От Ел Ей до Вегас (сезон 1; еп. 3), Обходът (сезон 3; еп. 1) и Теория за Големия взрив (сезон 10; еп. 222).
По същия начин Rock You Like a Hurricane е използвана в трейлърите на филмите Чудовища срещу извънземни (2009) и Категория 5 (2018) – последният за Директ ТВ, докато оркестровата версия от 2000 година е използвана за Елитни убийци (2011). На свой ред, Rock You Like a Hurricane е основната тема на някои телевизионни реклами като модела „Крайслер Пасифика“ от автомобилната компания „Крайслер“, зърнената закуска „Файбър Уан“ от мултинационалната „Генерал Милс“, както и на американската застрахователна компания „Олстейт“ и продукта „Набиско“, премиум от производителя на бисквитки Набиско. Rock You Like a Hurricane е широко разпространена песен в няколко видео игри, включително: Grand Theft Auto: Vice City Stories (2006), Guitar Hero III: Legends of Rock (2007), Семейство Симпсън: Играта (2007) и NHL 10 (2009). Песента също е цитиран в дебютната книга на Дейв Егърс – „Ще знаете нашата скорост“ (2002), и в наръчника за предотвратяване на бедствия Подготовка за бедствие: Кратко справочно ръководство: Как да подготвим семейството си да се изправи пред извънредна ситуация (2008) от Даян и Мери Мегари.
Освен това, песента е използвана като неофициален химн на някои спортни отбори, а именно „Златният ураган Тълса“, Маями Хърикейнс, „Каролина Хърикейнс“, Хановер ШФ 96, ЮЯК Ювяскюля и „Бъфало Сейбърс“ (които използват оркестралната версия от 2000 г.). През 2006 г. песента предизвика полемика, когато се използва от „Тампа Бей Бъканиърс“ от мажоретки на полувремето в НХЛ по време на мач срещу „Ню Орлиънс Сейнтс“. Това се определя, като проява на лош вкус, като се имат предвид големи щети, причинени на Ню Орлиънс от урагана Катрина. През 2017 г. подобно събитие се случва на „Мейджър Лийг Бейзбол“, след като „Атланта Брейвс“ използва песента в играта срещу „Флорида Марлинс“. Екипът на „Атланта“ се извинява публично, защото приема за неуместно да пусне песента, знаейки, че по това време както град Маями, така и голяма част от щата Флорида преживяват голяма евакуация поради преминаването на урагана „Ирма“.

## Списък с песните
| 1. Rock You Like a Hurricane (Клаус Майне, Рудолф Шенкер и Херман Раребел) – 4:10 2. Coming Home (Клаус Майне, Рудолф Шенкер) – 4:58 1. Rock You Like a Hurricane – 4:10 2. Still Loving You (Клаус Майне, Рудолф Шенкер) – 4:49 1. Hurricane 2000 (Радио версия) – 4:38 2. Hurricane 2000 (Албумна версия) – 6:02 3. Moment of Glory – 5:07 | 1. Rock You Like a Hurricane – 4:12 1. Rock You Like a Hurricane (Акустична версия) – 4:58 2. Rock You Like a Hurricane (Радио версия) – 3:56 |

## Позиция в класациите
| Година | Класация                                          | Позиция |
| ------ | ------------------------------------------------- | ------- |
| 1984   | Рок песни (САЩ)                                   | 5       |
| 1984   | Франция                                           | 17      |
| 1984   | „Билборд Хот 100“ (САЩ)                           | 25      |
| 1984   | Канада                                            | 37      |
| 1984   | „Ю Кей Сингълс Чарт“ (Обединеното кралство)       | 78      |
| 1987   | Нидерландия                                       | 47      |
| 2000   | „Билборд“ Наследствен рок (САЩ)                   | 16      |
| 2011   | „Билборд“ Продажби на хардрок цифрови песни (САЩ) | 15      |

## Сертификати
| Държава        | Сертифициращ орган              | Сертификат | Сертифицирани продажби | Източник |
| -------------- | ------------------------------- | ---------- | ---------------------- | -------- |
| Великобритания | Британска фонографска индустрия | Сребърен   | 200 000                | [ 101 ]  |

## Музиканти
- Клаус Майне – вокали
- Рудолф Шенкер – китари
- Матиас Ябс – китари
- Франсис Буххолц – бас
- Херман Раребел – барабани